# Suzie Q.
Suzie Q. è il secondo singolo dei Creedence Clearwater Revival, pubblicato nel 1968.

## Tracce
Lato A
1. Suzie Q. (part one) – 4:33 (Dale Hawkins/Eleanor Broadwater/Stanley Lewis)

Lato B
1. Suzie Q. (part two) – 3:48 (Dale Hawkins/Eleanor Broadwater/Stanley Lewis)